# XD-Picture Card
xD-Picture card (xD - extreme Digital) je flash memorijska kartica koja se u najvećem broju slučajeva koristi u digitalnim fotoaparatima. Ovaj tip kartice su zajedno razvili tvrtke Olympus i Fujifilm i u njihovim uređajima se uglavnom i koristi xD kartica.
Prve xD kartice su bile raspoložive s kapacitetima od 16 do 512 MB. Od veljače 2005. na tržištu je novi - 'M' model xD kartica, s teoretskim kapacitetom do 8GB, ali u ponudi samo s modelima do 2GB. Ovaj model je nešto sporijih performansi pri upisivanju podataka od osnovnog modela kartice.
Od studenoga 2005. postoji i 'H' model xD kartica, do 3 puta povećanom brzinom rada i kapacitetom od 256MB do 2GB.